# Metacrilat de metil
|  | No s'ha de confondre amb metacrilat. |

|  | No s'ha de confondre amb Metil acrilat. |

El metacrilat de metil és un monòmer líquid orgànic incolor de fórmula C₅H₈O₂ que s'utilitza per a produir metacrilat i pintures acríliques. És tòxic i inflamable. La seva densitat és inferior a la de l'aigua. S'obté esterificant l'àcid metacrílic, en particular es tracta del seu metil èster. L'any 2005 se'n van produir més de tres milions de tones a tot el món.
En el procés de producció s'ha observat que se n'emeten partícules a l'aire i que, com aquest és hidrosoluble, almenys una part d'aquestes es pot dissoldre a les aigües. El metil metacrilat pot llavors ser respirat o consumit per via oral tant directament per l'home com a través d'altres éssers vius. Es considera tòxic i produeix irritació de la pell, ulls i mucositats. L'exposició crònica pot arribar a produir al·lèrgia, úlcera d'estómac, problemes al pulmons i al fetge. Hom ha proposat també un efecte de causa-efecte en el càncer de còlon, tot i que encara no està prou estudiat i probat.